# 北九州市中央卸売市場
北九州市中央卸売市場（きたきゅうしゅうしちゅうおうおろしうりしじょう）は福岡県北九州市小倉北区にある市営の卸売市場である

## 概要
卸売市場法に基づき、北九州市が同市小倉北区西港町に開設している中央卸売市場である。青果・水産物等を取り扱っている。
また、関連市場棟に卸・小売店および飲食店58店舗が「あさタウン」として営業しており、一般利用も可能である。
- 卸売業者　
  - 青果部 － 北九州青果
  - 水産物 － 九州魚市、北九州中央海産市場
- 仲卸業者
  - 青果部 － 20社
  - 水産物 － 19社

### 年間取扱量
※ 2008年（平成20年）度　54,731,184千円
- 青果部（単位：t）
  - 野菜-122,698、果実-44,741、加工品-1,001 計168,440（33,417,976千円）
- 水産物部（単位：t）
  - 鮮魚-15,162、冷凍-6,075、塩干加工品-7,756、計28,992（21,313,208千円）

### 建物
- 市場延床面積計 － 77,235m2
  - 青果棟 － 30,637m2
  - 水産棟 － 14,615m2
  - 関連商品市場棟 － 5,313m2
- 管理棟 － 3階建、2,540m2
- エネルギー等 － 551m2
- 冷蔵庫棟 － 6,604m2
- 倉庫棟 - 13,112m2
- 包装所棟 - 861m2
- 厚生会館 - 1,313m2
- 廃棄物処理施設 - 832m2
- その他 － 1,000m2
- 駐車場 － 65,230m2

## 沿革
- 1958年（昭和33年）4月7日 - 小倉市中央卸売市場が開設認可。
- 1958年（昭和33年）4月25日 - 青果部のみで業務を開始。
- 1963年（昭和38年）2月10日 - 北九州市発足に伴い北九州市中央卸売市場に名称変更。
- 1975年（昭和50年）7月14日 - 現在地に移転、青果部に加え、水産物部が業務を開始した。